# Comarca de Muros
A Comarca de Muros é uma comarca galega que inclui dois concelhos: Carnota e Muros. Segundo censo de 2018, havia 8 695 habitantes em Muros e 4 031 em Carnota, totalizando 12 726 habitantes.